# Дарон, Анатолий Давидович
Анатолий Давидович Дарон (26 апреля 1926 — 24 июня 2020) — ведущий специалист НПО "Энергомаш" имени академика В. П. Глушко в области разработки ЖРД, начальник двигательного отдела, Заслуженный конструктор РСФСР, награжден орденами Ленина, Трудового Красного Знамени, Дружбы народов, Дружбы (1996), доктор технических наук. Был ведущим конструктором по ЖРД для ракет Р-7 и Р-9, а также для РН УР-700. На предприятии работал с 1948 года по 1998 год.

## Биография
Родился 26 апреля 1926 года в Одессе в еврейской семье. Отец был врачом. До войны жил в Одессе, где окончил 8 классов.
Аттестат зрелости получил в 1942 году в Кисловодске, куда была эвакуирована семья. В том же году поступил в Уфимский авиационный институт (г. Уфа был местом второй эвакуации семьи). В 1944 г. А. Д. Дарон по ходатайству начальника ЦИАМ В.И. Поликовского был переведён в МАИ, который окончил в 1948 г. по специальности инженер-механик. С августа 1948 г. и до выхода на пенсию (30 июня 1998 г.) непрерывно работал в ОКБ-456 (затем КБ Энергомаш и НПО Энергомаш), занимая последовательно должности: инженера-конструктора, инженера-конструктора II, I категорий, ведущего конструктора, начальника конструкторской группы, начальника бригады, отдела, сектора.
С 1966 по 1982 годы был начальником конструкторского двигательного отдела 726, с 1982 по 1998 гг. — начальником сектора.
В 1961 г. ему присвоена учёная степень кандидата технических наук; в 1967 г. — доктора технических наук; в 1976 г. он получил диплом профессора. Совмещая работу с педагогической деятельностью, А. Д. Дарон много внимания уделял подготовке студентов, а также выступал перед работниками смежных предприятий с лекциями об особенностях принципиальных схем, конструкций и опыте отработки двигателей, создаваемых на предприятии.
Ещё в 1949 г. его отчёт «Охлаждение ЖРД» был отправлен в МАИ, где впоследствии использовался в качестве учебного пособия. В 1952 г. для специалистов ГАУ МО им был прочитан курс лекций «Основы газовой динамики и основные расчёты при проектировании ЖРД»; в 1953 г. А. Д. Дароном были подготовлены лекции для студентов КАИ по теме: «Основные положения и расчёты при конструировании мощных ЖРД», которые в последующие годы использовались и для студентов-дипломников МВТУ и МАИ.
С 1954 г. он осуществлял руководство дипломным проектированием студентов МАИ, МВТУ, КАИ, ЛВМИ по соответствующей тематике. Под его научным руководством были выполнены и успешно защищены пять кандидатских диссертаций. В течение многих лет он вёл преподавательскую работу во Всесоюзном заочном машиностроительном институте.
Работу на предприятии он начал в бригаде камер под руководством Г. Н. Листа, где создал первую конструкцию паяно-сварной камеры сгорания с медными стенками с фрезерованными канавками и внешней стальной рубашкой. Эта камера использовалась много лет для исследований новых перспективных высококалорийных компонентов топлива. Далее были разработаны другие модификации такой камеры с базовым вариантом с диаметром 600 мм, последующие варианты которых и сегодня используются при создании новых двигателей.
Анатолий Давидович Дарон был ведущим конструктором по разработке изделий типа 8Д75 и 8Д76 (РД-107 и РД-108) для семейства РН Р-7 («Восток», «Восход», «Молния» и др.); ведущим конструктором двигателя РД-111 для ракеты Р-9, изделия 8Д420 (ЖРД РД-270) для РН УР-700 (альтернативы РН Н-1).
Глубокие, постоянно пополняемые теоретические знания и практический опыт, незаурядные конструкторские способности в сочетании с энергией и инициативой позволили А. Д. Дарону вырасти в одного из ведущих сотрудников предприятия. По поручениям В. П. Глушко Анатолий Давидович Дарон участвует в работе Совета Главных конструкторов, Госкомиссий, Коллегии министерства, представляя ОКБ-456, делает доклады и подготавливает проекты решений по весьма важным вопросам отработки ЖРД.
А. Д. Дарон является автором более 200 трудов, включая 22 печатных и 26 авторских свидетельств. В 1989 г. ему присвоено звание «Заслуженный конструктор РСФСР».
А. Д. Дарон награждён орденами Трудового Красного Знамени, Ленина, Дружбы народов, Дружбы (1996); медалями, двумя дипломами Федерации космонавтики СССР, а также памятными медалями Президиума АН СССР в честь первого в мире полёта человека в космос и первого выхода человека в открытый космос.
Анатолий Давидович скончался на 95-м году жизни в США в результате обострения многолетнего недуга — сердечно-почечной недостаточности.
В Бостоне, США он жил с 1999 года с семьей.